# Spikgatan
Spikgatan, en gata i Kalmar från nuvarande stadsbiblioteket vid Norra vägen och med riktning västerut. Tidigare låg även huset Arken här.